# تمدد جول

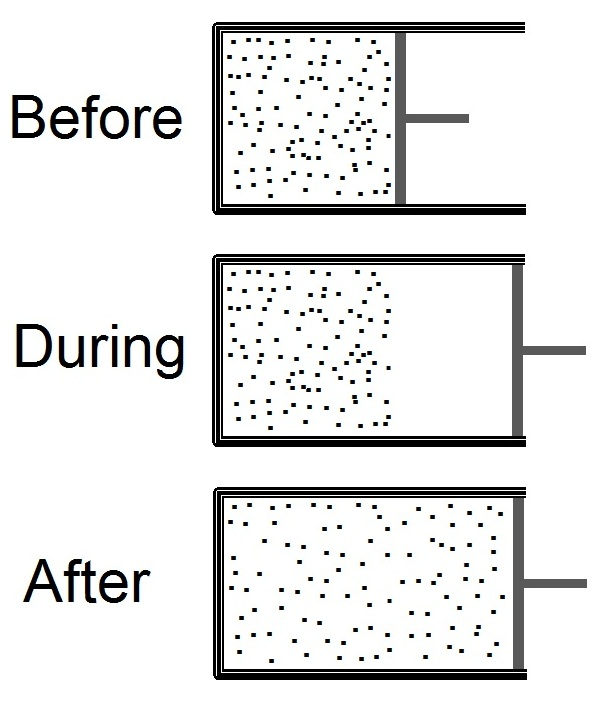
يمكن تحقيق التمدد المفاجئ للغاز عن طريق تحريك المكبس بشكل أسرع من أسرع الذرات في الغاز

تمدد جول (يدعى أيضًا التمدد الحر) عملية غير عكوسة في الديناميكا الحرارية يبقى فيها حجم من الغاز في جانب واحد من حاوية معزولة حراريًّا (عن طريق بوابة صغيرة)، وتخلية الجانب الآخر من الحاوية. تفتح البوابة بين الجانبين بعدها، ويملأ الغاز الحاوية بأكملها.
تمدد جول، الذي يعتبر تجربة فكرية تعنى بالغازات المثالية، تمرين مفيد في الديناميكا الحرارية التقليدية. يوفر مثالًا ملائمًا عن حساب التغيرات في الكميات الترموديناميكية، بما فيها ازدياد الإنتروبيا الناتج في الكون (إنتاج الإنتروبيا) الذي ينتج عن هذه العملية غير العكوسة بطبيعتها. لإجراء تجربة فعلية لتجربة جول يجب بالضرورة استخدام غازات حقيقية؛ تغير درجة الحرارة في هكذا عملية يشكل مقياسًا للقوى بين الجزيئية.
ينسب هذا النوع من التمدد إلى جيمس بريسكوت جول الذي استخدم هذا التمدد في عام 1845 خلال دراسته للمكافئ الميكانيكي للحرارة، ولكن هذا التمدد عُرف قبل جول بكثير، ففي بدايات القرن التاسع عشر من قبل جون ليسلي على سبيل المثال، ودرسه جوزيف لويس غي-لوساك في عام 1807 بنتائج تشابه التي حصل عليها جول.
يجب ألا يجري الخلط بين تمدد جول وتأثير جول-طومسون.

## الوصف
تبدأ العملية بغاز يخضع لضغط {\displaystyle P_{\mathrm {i} }} عند درجة حرارة {\displaystyle T_{\mathrm {i} }} محصور في نصف واحد من حاوية معزولة حراريًّا. يحتل الغاز حجمًا ابتدائيًّا {\displaystyle V_{\mathrm {i} }} معزولًا ميكانيكيًّا عن الجزء الآخر من الحاوية ذي الحجم {\displaystyle V_{\mathrm {0} }}، ويخضع لضغط شبه معدوم. يفتح الصمام (الخط المستمر) بين نصفي الحاوية فجأة بعدها، ويتمدد الغاز لملء الحاوية بأكملها، والتي حجمها {\displaystyle V_{\mathrm {f} }=V_{\mathrm {i} }+V_{\mathrm {0} }}. يقيس ميزان حرارة في الحجرة اليسرى درجة حرارة الغاز قبل وبعد التمدد.
يتكون النظام في هذه التجربة من كل من الحجرتين؛ أي كل المنطقة التي يحتلها الغاز عند انتهاء التجربة. لأن هذا النظام معزول حراريًّا لا يمكنه تبادل الحرارة مع الوسط المحيط. أيضًا، بما أن الحجم الكلي للنظام ثابت فإن النظام لا يمكنه أن يؤدي شغلًا (عملًا) على الوسط المحيط. كنتيجة لذلك، تغير الطاقة الداخلية {\displaystyle \Delta U} يساوي الصفر. تتكون الطاقة الداخلية من الطاقة الحركية الداخلية (بسبب حركة الجزيئات) والطاقة الكامنة الداخلية (بسبب القوى بين الجزيئية). عندما تكون الحركة الجزيئية عشوائية، تكون درجة الحرارة مقياسًا للطاقة الحركية الداخلية. في هذه الحالة تدعى الطاقة الحركية الداخلية كمية حرارة. إذا لم تصل الحجرتان إلى حالة التوازن يكون هناك بعض الطاقة الحركية للجريان لا يمكن قياسها بميزان حرارة (وهي بالتالي ليست من مركبات الحرارة). لذا فإن التغير في درجة الحرارة يشير إلى تغير في الطاقة الحركية، وجزء من هذا التغير لن يظهر على شكل كمية حرارة حتى وإلا إذا تحقق التوازن الحراري من جديد. عند انتقال كمية الحرارة إلى طاقة حركية للجريان يسبب ذلك انخفاضًا في درجة الحرارة. عمليًّا، غالبًا ما تحتوي تجربة التمدد الحر البسيطة ذات الحجرتين «سدادة مسامية» يجب أن يتدفق عبرها الهواء المتمدد للوصول إلى حجرة الضغط الأقل. هدف هذه السدادة هو منع الجريان الاتجاهي، وبالتالي تسريع إعادة الوصول إلى التوازن الحراري. بما أن الطاقة الداخلية الكلية لا تتغير، فإن ركود الجريان في الحجرة المستقبلة يحول الطاقة الحركية للجريان من جديد إلى حركة عشوائية (حرارة) بحيث تعود درجة الحرارة إلى قيمتها المتوقعة. إذا كانت درجة الحرارة الابتدائية للهواء منخفضة بما يكفي لتتسبب خواص الغاز غير المثالي بالتكاثف، فإن جزءًا من الطاقة الداخلية يتحول إلى حرارة كامنة (تغير مؤخر للطاقة الكامنة) في السوائل الناتجة. لذا فعند درجة حرارة منخفضة توفر عملية تمدد جول معلومات عن القوى بين الجزيئية.

### الغازات المثالية
إذا كان الغاز مثاليًّا، فكل من الشروط الابتدائية ({\displaystyle T_{\mathrm {i} }}, {\displaystyle P_{\mathrm {i} }}, {\displaystyle V_{\mathrm {i} }}) والنهائية ({\displaystyle T_{\mathrm {f} }}, {\displaystyle P_{\mathrm {f} }}, {\displaystyle V_{\mathrm {f} }}) تتبع قانون الغازات المثالية، فتكون في البداية:
{\displaystyle P_{\mathrm {i} }V_{\mathrm {i} }=nRT_{\mathrm {i} }}
ثم بعد فتح الصمام:
{\displaystyle P_{\mathrm {f} }V_{\mathrm {f} }=nRT_{\mathrm {f} }}
هنا {\displaystyle n} تمثل عدد مولات الغاز و{\displaystyle R} ثابت الغازات المثالية المولي. بما أن الطاقة الداخلية لا تتغير والطاقة الداخلية لغاز مثالي تابعة فقط لدرجة الحرارة، فإن درجة حرارة الغاز لا تتغير؛ وبالتالي {\displaystyle T_{\mathrm {i} }=T_{\mathrm {f} }}. هذا يعني أن:
{\displaystyle P_{\mathrm {i} }V_{\mathrm {i} }=P_{\mathrm {f} }V_{\mathrm {f} }=nRT_{\mathrm {i} }}
لذا إذا تضاعف الحجم فالضغط يصبح النصف.
حقيقة عدم تغير درجة الحرارة تجعل من السهل حساب التغير في إنتروبيا الكون لهذه العملية.

### الغازات الحقيقية
على عكس الغازات المثالية فإن درجة حرارة الغاز الحقيقي تتغير خلال تمدد جول. وجد تجريبيًّا أن كل الغازات تقريبًا تبرد أثناء تمدد جول عند كل درجات الحرارة المدروسة؛ باستثناء الهيليوم عند درجات حرارة أعلى من نحو 40 درجة مئوية، والهيدروجين عند درجات حرارة أعلى من نحو 200 درجة مئوية. تعرف درجة الحرارة هذه بدرجة حرارة الانعكاس للغاز. فوق درجة الحرارة هذه يسخن الغاز خلال تمدد جول. بما أن الطاقة الداخلية ثابتة، يجب أن يكون التبريد ناتجًا عن تحويل الطاقة الحركية الداخلية إلى طاقة كامنة داخلية، والعكس في حالة التسخين.
القوى بين الجزيئية متنافرة في المسافات القصيرة ومتجاذبة في المسافات البعيدة (انظر جهد لينارد-جونز). بما أن المسافات بين جزيئات الغاز كبيرة بالمقارنة مع أقطار الجزيئات فإن طاقة الغاز تتأثر عادةً بشكل رئيسي بالجزء التجاذبي من هذه القدرة. كنتيجة لذلك فإن تمديد غاز يزيد عادةً الطاقة الكامنة التي ترافق القوى بين الجزيئية. تنص بعض المراجع على أن هذه يجب أن تكون هي الحالة دائمًا وأن تمدد جول يجب أن ينتج تبريدًا دائمًا. في السوائل، حيث الجزيئات قريبة من بعضها البعض، تصبح التفاعلات التنافرية أهم بكثير ومن الممكن الحصول على زيادة في درجة الحرارة خلال تمدد جول.
يتوقع نظريًّا أن تسخن كل الغازات، عند درجة حرارة مرتفعة بشكل كافٍ، خلال تمدد جول. السبب هو أنه في أي لحظة، يخضع عدد صغير من الجزيئات للتصادمات؛ وبالنسبة لهذه الجزيئات القليلة تسيطر القوى التنافرية وتكون الطاقة الكامنة موجبة. مع ارتفاع درجة الحرارة يزداد كل من تردد التصادمات والطاقة المبذولة فيها، لذا تزداد الطاقة الكامنة الموجبة المرافقة للتصادمات بشكل كبير. إذا كانت درجة الحرارة مرتفعة بما فيه الكفاية، يمكن لذلك أن يجعل الطاقة الكامنة الكلية موجبة، رغم العدد الأكبر بكثير للجزيئات التي تخضع لتفاعلات جاذبة ضعيفة. عندما تكون الطاقة الكامنة موجبة، ينقص التمدد الطاقي الثابت الطاقة الكامنة ويزيد الطاقة الحركية، ما يسبب زيادة في درجة الحرارة. لم يلاحظ هذا السلوك إلا في الهيدروجين والهيليوم؛ اللذان يمتلكان تفاعلات جاذبة شديدة الضعف. للغازات الأخرى تبدو «درجة حرارة انعكاس جول» هذه فائقة الارتفاع.